# Държавна психиатрична болница за лечение на наркомании и алкохолизъм
Държавната психиатрична болница за лечение на наркомании и алкохолизъм (ДПБЛНА) в град София е комплекс от лечебни заведения за оказване на квалифицирана медицинска помощ в областта на зависимостите от упойващи вещества и свързаните с тях психически разстройства.
Началото си клиниката има през 1969 г. като кабинет за лечение на склонни към алкохолизъм и тютюнопушене лица. Статутът на юридическо лице на бюджетна издръжка към Министерството на здравеопазването болницата получава с Постановление на Министерския съвет на Република България № 363 от 29 декември 2004 г.
Към лекарският персонал на болницата има включени както специалисти и психолози, така и социални работници, професионалисти по здравни грижи и др. Те с обучени за работа по програми, включващи най-доброто от опита на европейските страни в осъществяването на дейности от медицинско и психо-социално естество. Повечето от тези програми са насочени към предоставяне на нов модел здравни грижи за формиране на нов начин на живот на пациентите, повишаване на тяхната адаптивност и личните им умения с цел подобряване на социализацията и улесняването в повторното вграждане в обществото.
Болничната дейност на клиниката се извършва в стационарния блок в кв. „Суходол“, който включва отделения с 40 легла.
Адресът на болницата е: София, ПК 1303, ул. Пиротска № 117., София, 1362, кв. „Суходол“.